# リビアの政党一覧
リビアの政党一覧（りびあのせいとういちらん）は、リビアの政党の一覧である。

## 概要
- リビアでは長く政党が存在しなかったが、2011年に政権が崩壊したため、政党が認可されるようになった。国民議会に議席がある政党は21、ない政党は約260（2012年現在）。

## 主要政党

### 国民議会に議席を有する政党
- 国民勢力連合 - 39、2012年2月設立。
- 公正建設党 - 17、2012年3月3日設立。
- 国民戦線党 - 3、2012年5月9日設立。リビア救済国民戦線が前身
- 祖国のための連盟 - 2、2012年設立。
- 国民中間派党 - 2、2011年10月23日設立。
- 民主主義と開発のための党 - 2
- リビア国民民主党 - 1
- 国民党 - 1

※政党名の後の数字は議席数。

### 国民議会に議席を有しない政党
- 民主党 - 2011年7月14日設立。
- 祖国党 - 2011年11月設立。